# Phanerotoma pallida
Phanerotoma pallida är en stekelart som beskrevs av Cameron 1911. Phanerotoma pallida ingår i släktet Phanerotoma och familjen bracksteklar. Inga underarter finns listade i Catalogue of Life.